# Satoshi Yamaguchi (football, 1959)
Satoshi Yamaguchi (山口 悟, Yamaguchi Satoshi) est un footballeur japonais né le 1er août 1959 dans la préfecture d'Ōita au Japon.